# Ballafayle Cairn

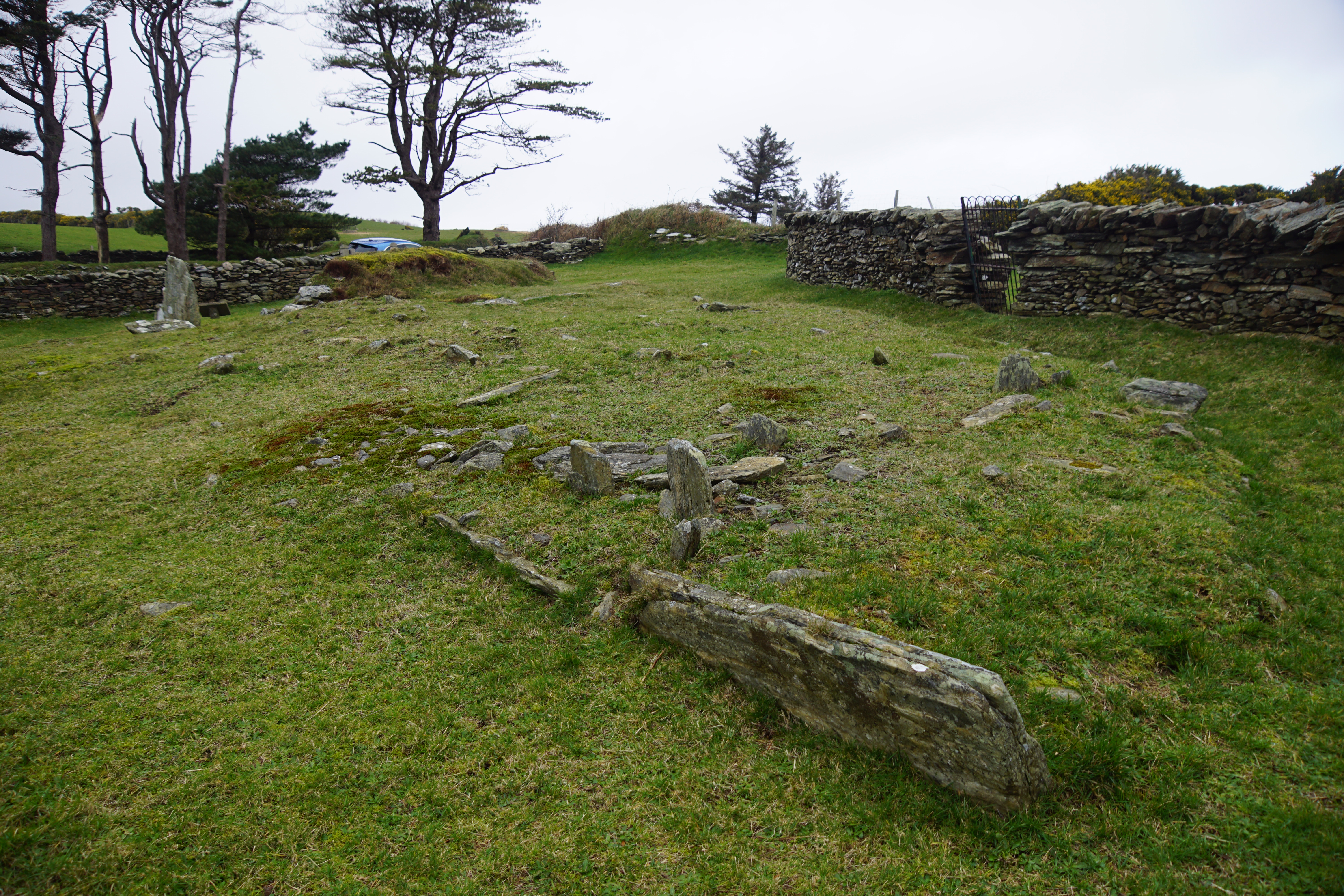
Kijkende vanuit het zuidoosten naar het westen.

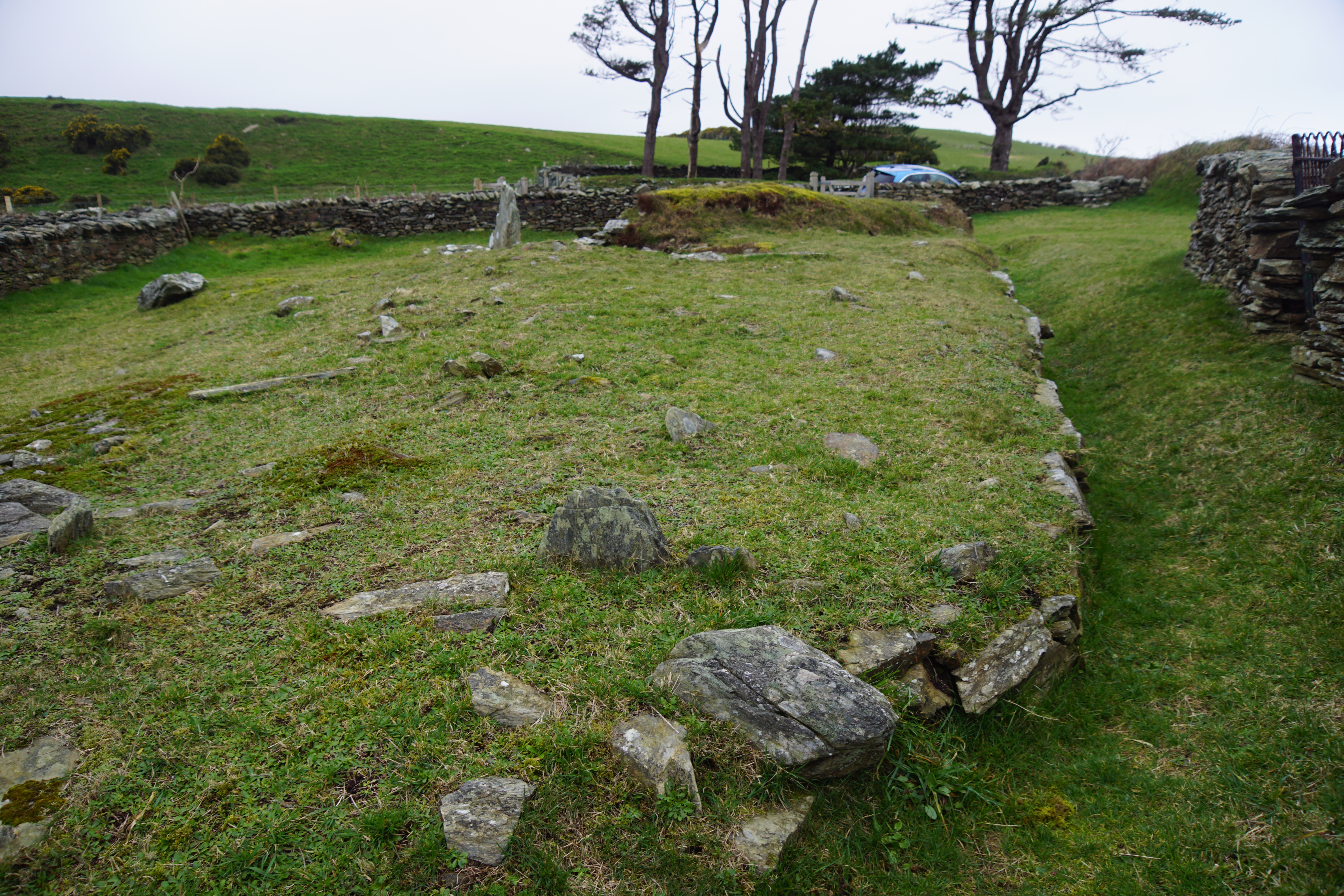
Kijkende vanuit het zuidoosten naar het noordwesten. De turfmuur achteraan (maar binnen de omheining) is modern.

Ballafayle Cairn is een vroeg neolithisch ganggraf gelegen in Cornaa in de parish Maughold op het eiland Man.

## Geschiedenis
Ballafayle Cairn dateert uit de periode 4040-3804 voor Christus.
Ballafayle Cairn werd ontdekt in 1926 toen men bezig was met verbeteringen aan het nabij gelegen Rhullick ny Quakeryn. De opgraving werd vervolgens uitgevoerd door P.M.C. Kermode.

## Beschrijving
Ballafayle Cairn ligt tegenover Rhullick ny Quakeryn, aan de andere kant van de weg in zuidoostelijke richting. Het ganggraf ligt op een verhoging in het landschap. In het zuidwesten ligt Cashtal yn Ard binnen het gezichtsveld. Naar het noorden is Maughold Head te zien en naar het zuiden toe Cornaa en The Barony.
Van Ballafayle Cairn is een ongewone, niet regelmatige trapezevorm overgebleven. Deze is ontstaan doordat er stenen zijn weggenomen als bouwmateriaal, door de conservatie die na de opgraving in 1926 is gedaan en doordat er een aarden wal is opgeworpen. Ballafayle Cairn was een aarden heuvel bekleed met een muur van grote, horizontaal neergelegde stenen, zeker vijf lagen, waarvan sommige delen zichtbaar zijn. 
Hoewel de aarden wal die zichtbaar is modern is, hoorden de grote stenen die eruit steken wel bij het ganggraf.
Geofysisch onderzoek wees uit dat de Ballafayle Cairn groter was dan de huidige ommuring lijkt te suggereren. Aan de westzijde (dus richting de weg) bevond zich vermoedelijk een voorhof zoals bij Cashtal yn Ard.
Waarschijnlijk was op deze plek een crematorium voordat er een ganggraf werd gebouwd, net als bij Cashtal yn Ard. Er zijn sporen gevonden die erop wijzen dat een structuur van hout, aarde en zandsteen is verbrand en instortte over de resten van de lichamen van twee volwassenen die daarbij gecremeerd werden. Een andere theorie gaat ervanuit dat aangezien er geen sporen van stenen kamers gevonden zijn maar wel deze sporen, dat de kamers van hout waren.

## Beheer
Ballafayle Cairn wordt beheerd door Manx National Heritage.